# Rolf Aldag
Pour les articles homonymes, voir Aldag.
Rolf Aldag né le 25 août 1968 à Beckum en Rhénanie-du-Nord-Westphalie, est un coureur cycliste et directeur sportif allemand, professionnel de 1991 à 2005. Jouant le plus souvent un rôle d'équipier, il a été champion d'Allemagne sur route en 2000. 

## Biographie

### Carrière sur route
Après une carrière amateur marquée par une médaille de bronze au championnat du monde du contre la montre par équipes, Rolf Aldag commence sa carrière pro dans l'équipe suisse d'Helvetia. Il remporte rapidement ses premières victoires, une étape du Tour de Grande-Bretagne et deux étapes du Tour DuPont, et sa première course d'un jour, le Schynberg Rundfahrt. 
En 1993, Aldag rejoint l'équipe allemande Deutsche Telekom. Au cours de ses premières saisons, il remporte une étape du Tour de Romandie et la Hofbrau Cup. Il s'affirme surtout comme un très bon équipier, participant chaque année au Tour de France de 1992 à 1998. Son rôle d'équipier s'affirme surtout à partir de 1996, où il participe au doublé réalisé par son équipe, avec la victoire de Bjarne Riis devant Jan Ullrich. En 1997, il contribue également à la victoire de Jan Ullrich, et à sa deuxième place l'année suivante. Il aide encore Ulrich à remporter le Tour d'Espagne en 1999. Simultanément, Aldag s'illustre également sur les classiques de la Coupe du monde, terminant 9e de Paris-Roubaix en 1995 et 1997, et de l'Amstel Gold Race la même année. 
Aldag obtient ses meilleures performances au tournant des années 2000. Il gagne ainsi le Tour de Bavière 1999.
Au mois de juin 2000 il participe notamment au Tour de Suisse. Lors de la première étape disputée à Uster sous la forme d'un contre-la-montre par équipes, la Deutsche Telekom réalise le meilleur temps et remporte cette première étape, permettant à son coéquipier Steffen Wesemann de prendre le maillot jaune de leader du classement général. Il remporte le titre de champion d'Allemagne quelques jours plus tard.
En fin de carrière, Aldag remporte une dernière course d'un jour, le Sparkassen Giro Bochum, et rentre à nouveau dans les dix premiers de plusieurs classiques, terminant 9e de Paris-Roubaix pour la troisième fois en 2003, puis 7e du Tour des Flandres l'année suivante. Il annonce la fin de sa carrière en 2005.

### Carrière sur piste
Très bon coureur sur piste, Rolf Aldag remporte dix courses de six jours, dont huit à Dortmund et deux à Berlin. Parmi ses coéquipiers habituels figurent notamment son ami Erik Zabel, avec qui il l'a emporté quatre fois à Dortmund, l'australien Danny Clark et l'italien Silvio Martinello. Il a mis un terme à sa carrière lors des six jours de Berlin dont il termine sixième en janvier 2006.

### Carrière de directeur sportif
En novembre 2006, il est recruté par son ancienne équipe T-Mobile comme directeur sportif pour remplacer Rudy Pevenage, qui est impliqué dans l'affaire Puerto. Après le retrait du sponsor T-Mobile, cette équipe devient en 2008 l'équipe High Road, puis prend les noms de ses sponsors, Columbia puis HTC. Elle disparaît à la fin de l'année 2011.
En 2012, il est conseiller technique et responsable du développement de l'équipe Omega Pharma-Quick Step, en partenariat avec les fournisseurs de celle-ci. En 2013, il devient également manager sportif de cette équipe, chargé de synchroniser les programmes d'entraînement et de compétition des coureurs.
Fin 2015 il s'engage avec l'équipe UCI World Tour (en 2016) africaine Dimension Data en tant que directeur de la performance,.

### Aveux de dopage
Le 24 mai 2007, Aldag et son ami et ancien coéquipier Erik Zabel chez Team Telekom admettent avoir consommé de l'EPO entre 1995 et 1999. Aldag s'excuse aussi publiquement pour avoir menti à ce sujet. Cette confession est provoquée par les allégations de l'ancien masseur belge de la Team Telekom Jef d'Hont, qui accuse dans un livre l'équipe Team Telekom d'avoir pratiqué le dopage organisé à l'EPO au milieu des années 1990. Aldag offre alors sa démission à son employeur, l'équipe T-Mobile, qui la refuse. 

### Hors du cyclisme
À l'occasion du Tour de France 2003, il est le principal protagoniste du court métrage Hell on Wheels. Après sa retraite, Aldag se consacre au triathlon, et participe à plusieurs ironman et au marathon de Hambourg en 2006. Il commente également le Tour de France au micro de la ZDF en 2005 et 2006.

## Style
Rolf Aldag était un coureur complet, capable de s'illustrer sur tous les terrains. Il est connu avant tout pour ses qualités de capitaine de route, qui contribuèrent à amener notamment Bjarne Riis et Jan Ullrich à la victoire sur le Tour de France. Il a également participé à la victoire d'Ullrich sur le Tour d'Espagne 1999 et à trois de ses deuxièmes places sur le Tour. Son ancien directeur sportif, Walter Godefroot, dit ainsi de lui dans le film Hell on Wheels : « Rolf est un stratège. Il comprend vite les situations de course. Grâce à cela, il aide l'équipe à réagir vite. Nous lui devons tant de victoires. »
Aldag était également un très bon coureur de classiques. Il a terminé notamment sept fois dans les vingt premiers de Paris-Roubaix, dont trois fois à la neuvième place. 

## Palmarès sur route
| - 1988 - 6e étape du Circuit des Ardennes - Lake Biwa International Cycle Road Race - 1989 - 6e étape de la Route du Sud - 2e du Berliner Etappenfahrt - 3e du Tour de Rhénanie-Palatinat - 3e du Regio-Tour - 1990 - Champion d'Allemagne du contre-la-montre amateurs - 4e (contre-la-montre par équipes), 5e et 10e étapes du Tour de Cuba - 1reb étape du Tour du Vaucluse - 2e étape du Grand Prix François-Faber - 6e étape de la Route du Sud - 3e du Berliner Etappenfahrt - Médaillé de bronze du championnat du monde du contre-la-montre par équipes - 1991 - 3e et 8e étapes du Tour DuPont - Tour du Schynberg - 4eb étape du Kellogg's Tour - 2e du Tour de la province de Reggio de Calabre - 3e du Tour DuPont - 1992 - 4e étape du Tour DuPont - 2e du championnat d'Allemagne sur route - 2e de Milan-Turin - 1993 - 4ea étape du Tour de Romandie - 1994 - Hofbrau Cup : - Classement général - 2e étape - 2e du Telekom Grand Prix (avec Olaf Ludwig) - 1995 - 3e étape du Tour du Limousin - 2e du Telekom Grand Prix (avec Olaf Ludwig) - 3e du championnat d'Allemagne sur route - 9e de Paris-Roubaix | - 1996 - 3e étape du Tour du Limousin - 2e du Trofeo Alcudia - 3e du Trofeo Manacor - 1997 - 8e étape du Tour de Suisse - 3e étape du Grand Prix Guillaume Tell - 2e du Rund um den Kreis Unna - 2e du championnat d'Allemagne sur route - 9e de Paris-Roubaix - 9e de l'Amstel Gold Race - 1998 - Continentale Classic - 2e de Colmar-Strasbourg - 2e du GP Breitling (avec Jan Ullrich) - 1999 - Classement général du Tour de Bavière - 2e étape du Tour d'Allemagne - 2000 - Champion d'Allemagne sur route - 1re étape du Tour de Suisse (contre-la-montre par équipes) - 2001 - 6e étape du Tour d'Allemagne - 2e du Tour de Bavière - 3e du Tour d'Allemagne - 2002 - 1rea étape du Tour de Bavière - 2e du Trophée Luis Puig - 2003 - Tour de Bochum - 9e de Paris-Roubaix - 2004 - 3e étape du Tour de Rhénanie-Palatinat - 7e de Tirreno-Adriatico - 7e du Tour des Flandres |

## Palmarès sur piste
- Six jours de Dortmund : 1991 et 1995 avec Danny Clark, 1996, 2000, 2001 et 2005 avec Erik Zabel, 1998 avec Silvio Martinello, 2004 avec Scott McGrory. Aldag détient le record de 8 victoires.
- Six jours de Berlin : 2001 et 2002 avec Silvio Martinello

## Résultats sur les grands tours

### Tour de France
10 participations
- 1992 : abandon (8e étape)
- 1993 : 56e
- 1994 : 38e
- 1995 : 58e
- 1996 : 83e
- 1997 : 51e
- 1998 : 43e
- 2002 : 72e
- 2003 : 94e
- 2004 : 69e

### Tour d'Espagne
6 participations
- 1995 : non-partant (11e étape)
- 1999 : 38e
- 2000 : 52e
- 2001 : 59e
- 2002 : 82e
- 2005 : 44e

### Tour d'Italie
1 participation
- 1993 : 70e

## Classements mondiaux
| Année              | 1991 | 1992 | 1993 | 1994 | 1995 | 1996 | 1997 | 1998 | 1999 | 2000 | 2001 | 2002 | 2003 | 2004 | 2005 |
| Classement UCI     | ?    | ?    | ?    | 78e  | 76e  | 156e | 81e  | 250e | 220e | 178e | 133e | 229e | 148e | 101e |      |
| Classement ProTour |      |      |      |      |      |      |      |      |      |      |      |      |      |      | NC   |
| Coupe du monde     | ?    | ?    | ?    | ?    | ?    | ?    | ?    | NC   | NC   | NC   | 36e  | 48e  | ?    | 21e  |      |